# Brødrene Olsen
Brødrene Olsen er en dansk pop/rock-duo, der består af Jørgen Olsen (født 15. marts 1950) og Niels "Noller" Olsen (født 13. april 1954), begge fra Odense. Brødrene dannede deres første band i 1965, men professionelle duo var først i 1972. De har medvirket i Dansk Melodi Grand Prix i alt 9 gange, og opnåede at vinde først den danske konkurrence og herefter Eurovision Song Contest 2000, med deres sang "Fly on the Wings of Love". De blev et stort hit i hjemlandet og de engelsktalende lande. I alt har Brødrene Olsen solgt 3.500.000 albums og 1.500.000 singler.

## Historie
De dannede deres første band The Kids allerede i 1965, da de var hhv. 15 og 11 år gamle, og allerede samme år spillede gruppen som opvarmningsband til The Kinks ved en koncert i KB Hallen.
Brødrene deltog begge i musicalen Hair i Cirkusbygningen i marts 1971, og senere var de på turné med forestillingen rundt i Danmark, Sverige og Norge. Brødrene Olsen blev tilbudt en pladekontrakt af de amerikanske producenter af musicalen, men afslog tilbuddet om at indspille i USA. I stedet valgte de at skrive kontrakt med Johnny Reimar, og udgav i 1972 albummet Olsen, som Reimar også var med til at producere. Albummet blev det første til at sælge over 100.000 eksemplarer i Danmark. 25.000 eksemplarer i Sverige og 7.000 eksemplarer i Norge
De har haft store hits i singlerne "Angelina" (1972), "Julie" (1977),” “For what we are” "San Francisco" (1978), "Dans Dans Dans" (1979), "Marie, Marie" (1982), "Neon Madonna" (1985) “. Nogle af disse har deltaget i det danske Melodi Grand Prix, hvor enten duoen eller Jørgen Olsen alene har deltaget i alt 9 gange. Mens gruppen havde succes op gennem 70'erne og 80'erne, var gruppen mindre aktiv efter udgivelsen af Rockstalgi i 1987 og frem til starten 90'erne, hvor Jørgen og Niels arbejdede som henholdsvis lærer og pædagog.
Det bedste resultat opnåede duoen, da de vandt både det danske og det internationale Melodi Grand Prix i Stockholm 2000 med "Fly on the Wings of Love" – på dansk: "Smuk som et stjerneskud". Brødrene Olsen optrådte specielt til Melodi Grand Prix 2017 i Herning.
Olsen Brødrene har fået musikpriser og er elsket af mange millioner i specielt Nordeuropa. Brødrene Olsen har lavet i alt 15 albums og har et samlet albumsalg på ca 3.200.000 albums plus et singlesalg på ca 1.500.000 singler (solgt igennem årene i Europa). Udover det samlede antal solgte albums og singler, har brødrene haft egne titler med på ca. 2.900.000 compilations. Det samlede salgstal på minimum 7.700.000 enheder er et udtryk for det samlede salg i hele verden.
Brødrene har samarbejdet med mange forskellige kunstnere i Danmark siden starten af karrieren. Danske musikere: Stig Kreutzfeldt (samarbejdet går helt tilbage til 1982). Stig har blandt andet produceret albummet “ Wings of Love”,” Walk Right back”,” Songs”,” More songs”ouer new songs” og mange flere. Alle produceret af Stig Kreutzfeldt, Noller Olsen, jørgen Olsen.
Poul Halberg har ligeledes produceret flere albums med brødrene. Blandt andet albummet “ respect”, hvor Sir Cliff Richard indgik som sanger i samarbejdet med Brødrene.[kilde mangler]
Gruppen har solgt ca 3.500.000 albums og 1.500.000 singler på verdensplan. I Danmark solgte Brødrene Olsen alene i perioden 2000-2005 256.900 albums i Danmark, kun overgået af Kim Larsen. Deres Wings of Love-album fra 2000 lå på førstepladsen af album-hitlisten i 15 uger, hvilket kun er overgået af Rasmus Seebach (25 uger med albummet af samme navn) og Kim Larsen (23 uger med Midt om natten). Wings of Love solgte på den anden side af 320.000 eksemplarer i Danmark, og var det bedst sælgende album i 00'erne. På verdensplan har gruppen solgte mere end to millioner enheder (inklusiv coverversioner og medvirkender på opsamlingsudgivelser).
Brødrene Olsen stoppede deres karriere i december 2019.

## Dansk Melodi Grand Prix
| Deltagelser i Dansk Melodi Grand Prix |                             |       |        |                   |
| År                                    | Sang                        | Plads | Point  | Note              |
| 1978                                  | San Francisco               | 2     | 37     |                   |
| 1979                                  | Dans dans dans              | 8     | 32     |                   |
| 1980                                  | Laila                       | 5     | 61     |                   |
| 1986                                  | Fællessang i Parken         | 6-10  | -      |                   |
| 1989                                  | Fugle                       | 3     | 28     | Jørgen var solist |
| 1990                                  | Berlin                      | 3     | 25.676 | Jørgen var solist |
| 2000                                  | Smuk som et stjerneskud     | 1     | 58     |                   |
| 2005                                  | Little yellow radio         | 2     | 52     |                   |
| 2007                                  | Vi elsker bare danske piger | 7     | -      | Jørgen var solist |

## Diskografi

### Studiealbum
- Olsen (1972)
- For What We Are (1973)
- For the Children of the World (1973)
- Back on the Tracks (1976)
- You're the One (1977)
- San Francisco (1978)
- Dans – Dans – Dans (1979)
- Rockstalgi (1987)
- Greatest and Latest (1994)
- Wings of Love (2000)
- Neon Madonna (2001)
- Walk Right Back (2001)
- Songs (2002)
- Weil Nur Die Liebe Zählt (2003)
- More Songs (2003)
- Our New Songs (2005)
- Respect (2008)
- Wings of Eurovision (2010)
- Brothers to Brothers (2013)

### Opsamlingsalbum
- Angelina (1999)[15]
- The Collection (2000)
- The Story of Brødrene Olsen - De største hits 1972-2000 (2000)
- Golden Hits (2005)
- Celebration (2005)
- Hits (2011)